# Gabi Bauer
Gabi Bauer, née le 16 juillet 1962 à Celle, est une journaliste et présentatrice de télévision allemande.